# Iridium Jazz Club
Résidence
L'Iridium est un club de jazz de Broadway à New York. Il est situé au 1650 Broadway sur la 51e rue, dans le quartier de Times Square.

## Histoire
En 1994, Ron Sturm et sa famille inaugurent le Iridium Room Jazz Club à l'angle de la 63e rue et de la 8e avenue près du Lincoln Center. La salle est située au sous-sol du restaurant éponyme. Mais cette implantation n'attire pas suffisamment de visiteurs, et malgré trois rénovations successives, il est finalement transféré en août 2001 à son adresse actuelle, dans le quartier très fréquenté le soir de Times Square.
Le nouveau club de jazz et restaurant est une fois encore situé en sous-sol. Mais il est équipé d'une sonorisation soignée (réalisée par Meyer Sound Laboratories (en)), d'un piano Steinway, et de son propre studio d'enregistrement. Une attention particulière a été portée sur la restauration, l'atmosphère conviviale de la salle, les éclairages feutrés.
Bien connu pour avoir produit le guitariste Les Paul tous les lundis de 1995 à 2009, date de sa disparition, l'Iridium a invité nombre de musiciens parmi les plus célèbres : McCoy Tyner, Ahmad Jamal, les Heath Brothers (en), Sam Rivers, Andrew Hill, Henry Threadgill, Roswell Rudd, Vernon Reid, James Blood Ulmer, Gonzalo Rubalcaba, Kenny Garrett, Jacky Terrasson, Charlie Haden, Kenny Barron, Benny Carter, Sweets Edison, Clark Terry, Jimmy Scott, Pharoah Sanders, ou plus récemment Mike Stern, Cedar Walton, Dave Grusin, Stanley Jordan ou Pee Wee Ellis.

## Horaires
Un concert jazz chaque soir, composé de deux sessions à 20h et à 22h, plus une troisième le vendredi et le samedi à 23h30.

## Enregistrements
Malgré les moyens d'enregistrement disponibles et le nombre de musiciens ayant joué à l'Iridium, le nombre d'albums Live at Iridium reste assez faible :
- 2008 : Kenny Garrett : Sketches of MD: Live at The Iridium (Mack Avenue Records)
- 2007 : Eddie Daniels : Homecoming: Live at The Iridium (IPO Recordings)
- 2006 : Art Ensemble of Chicago : Non-Cognitive Aspects of the City: Live at Iridium (Pi Recordings)
- 2005 : Jean-Michel Pilc : Live at Iridium, New York (Dreyfus Records)
- 2005 : Monty Alexander : Live at Iridium (Telarc)
- 2005 : Bob Dorough (en) : Sunday at Iridium (Arbors Records)
- 1999 : Harry "Sweets" Edison & The Golden Horns : Live at The Iridium (Telarc)
- 1998 : The Jazz Messengers [5]: The Legacy of Art Blakey: Live at The Iridium (Telarc)